# Rimbez
Der Rimbez ist ein kleiner Fluss in Frankreich, der in der Region Nouvelle-Aquitaine verläuft. Er entspringt an der Gemeindegrenze von Lubbon und Losse, entwässert generell Richtung Südsüdost durch ein gering besiedeltes Gebiet im Waldgebiet Landes de Gascogne und mündet nach rund 16 Kilometern an der Gemeindegrenze von Escalans und Saint-Pé-Saint-Simon als linker Nebenfluss in die Gélise. Auf seinem Weg verläuft der Rimbez zunächst im Département Landes, bildet dann im Unterlauf die Grenze zum Département Lot-et-Garonne und stößt bei seiner Mündung an das Département Gers in der benachbarten Region Okzitanien.

## Orte am Fluss
(Reihenfolge in Fließrichtung)
- Gabardan, Gemeinde Losse
- Rimbez-et-Baudiets
- Maisonnave, Gemeinde Escalans
- Martet, Gemeinde Saint-Pé-Saint-Simon
- Lagante, Gemeinde Escalans
- Monplaisir, Gemeinde Saint-Pé-Saint-Simon